# Maya Hungerbühler
Maya Hungerbühler (Zurigo, 25 marzo 1943) è un'ex nuotatrice svizzera, che ha partecipato alle Olimpiadi di Roma 1960, gareggiando nei 200m rana.